# 四棘岬蛛
四棘岬蛛（学名：Pronous tetraspinulus）为园蛛科岬蛛属的动物。在中国大陆，分布于湖南等地。该物种的模式产地在湖南浏阳沙市区。